# Cyklon (horská dráha)

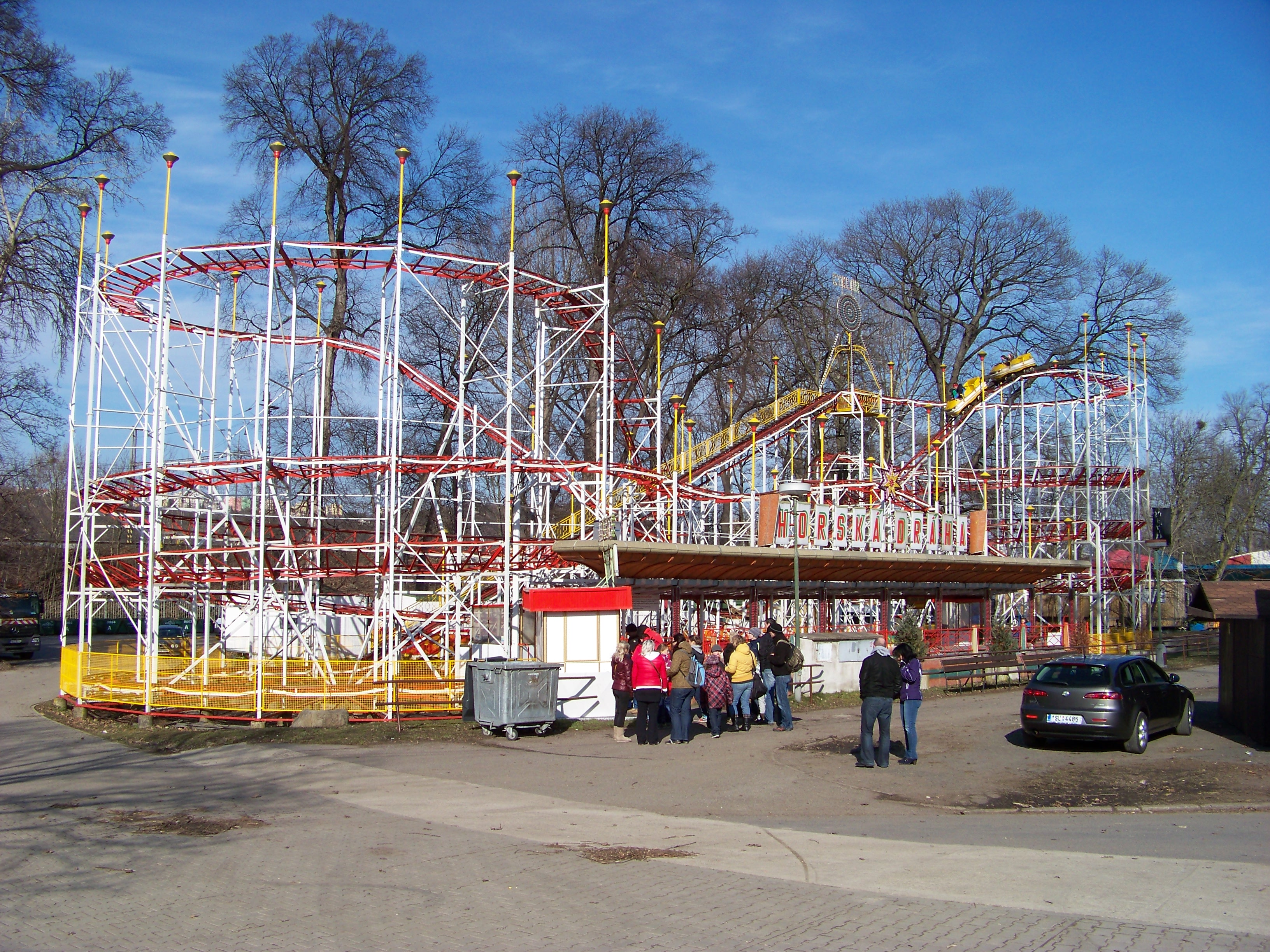
Horská dráha Cyklon v roce 2013

Cyklon je název horské dráhy, která byla provozovaná mezi roky 1975 až 2018 v zábavním parku Výstaviště Praha. Poté byla rozebrána, opravena a umístěna zpět na své původní místo v roce 2025. Je jedinou stálou ocelovou horskou dráhou nacházející se na území Česka. Má výšku 14 metrů, maximální rychlost 46 km/h, délku dráhy 440 metrů, maximální přetížení 2,5 G a najednou dokáže pojmout 8 lidí. Jedna jízda trvá přibližně dvě minuty.

## Historie
Horskou dráhu vyrobila roku 1963 italská firma S.D.C. ve městě Reggio Emilia. Byl to její model označovaný Galaxi. Do Prahy dráhu převezla po deseti letech od jejího vyrobení.
Dráha má každý rok velkou technickou kontrolu a pravidelná údržba probíhá každý týden. Třikrát byla také převezena do Ruska. Podobné dráhy stejného modelu byly provozovány (některé jsou stále v provozu) po světě ve 36 zábavných parcích, většina z nich je v USA.
Na jaře 2018 majitel areálu výstaviště (hlavní město Praha) vypověděl provozovateli této atrakce spolu s přilehlým ruským kolem smlouvu, do konce června 2018 tak musely ukončit provoz. Podle 
radního pro kulturu hl. m. Prahy Jana Wolfa (KDU-ČSL) to neznamená konec poutí, ale atrakce se musejí přizpůsobit 21. století. Dráha tak zde skončila po 44 letech provozu, poslední jízda se uskutečnila 21. května 2018.
Dráha poté zůstala v rodině původního majitele Jaroslava Štauberta. Následně byla rekonstruovaná v obci Chotouchov a zkušebně zpřístupněná pro veřejnost 7. - 8. září 2024. Dráha je v provozu od 22. února do konce roku 2025 v zábavním parku na Výstavišti.